# Filip Jan Rymsza
Filip Jan Rymsza (nascut el 29 de desembre de 1977) és un cineasta i escriptor polonès. És conegut sobretot per, juntament amb el seu company de productor Frank Marshall, la punta de llança de la finalització amb èxit de l'últim treball important d'Orson Welles, The Other Side of the Wind. Filmada a principis de la dècada de 1970 però no editada completament, la pel·lícula completa va debutar a la 75a Mostra Internacional de Cinema de Venècia l'agost de 2018. També va ser productor del documental premiat de Morgan Neville They'll Love Me When I'm Dead.
Rymsza va fer el seu debut com a director de llargmetratges el 2020, amb Mosquito State. Es va estrenar a la 77a Mostra Internacional de Cinema de Venècia, on va rebre el Bisaro d'Oro a la millor fotografia.
Mosquito State va ser publicat per AMC Networks a Shudder. Va ser Critic's Pick del The New York Times', descrit com "una fusió inquietant d'horror corporal i comentari social.. . travessat per moments de bellesa inquietant".

## Biografia
Filip Jan Rymsza va néixer el 29 de desembre de 1977 a Olecko, Polònia. Després que el govern polonès patrocinat pels soviètics va imposar la llei marcial el desembre de 1981, el seu pare, Wladyslaw Rymsza, va enfrontar-se a la presó per la seva implicació amb el sindicat prodemocràtic Solidaritat. Wladyslaw Rymsza i la seva dona, Alina, van fugir a Chicago. Se'ls va unir el seu fill el 1985. Filip Jan Rymsza va estudiar filosofia i economia a la Universitat de Chicago.  És director de Royal Road Entertainment, amb seu a Los Angeles..

## Filmografia
| Any  | Títol                         | Acreditat com a | Acreditat com a | Acreditat com a | Acreditat com a | Notes                                        |
| Any  | Títol                         | Director        | Productor       | Guionista       | Editor          | Notes                                        |
| ---- | ----------------------------- | --------------- | --------------- | --------------- | --------------- | -------------------------------------------- |
| 2004 | Sandcastles                   | Sí              | Sí              | Sí              | Sí              | Pel·lícula d'estudiant                       |
| 2007 | Dustclouds                    | Sí              | Sí              | Sí              | Sí              | Pel·lícula d'estudiant                       |
| 2014 | Sangue Azul                   | No              | Executiu        | No              | No              | (Festival Internacional de Cinema de Berlín) |
| 2015 | Oh Gallow Lay                 | No              | Sí              | No              | No              | (Mostra de Venècia)                          |
| 2018 | The Other Side of the Wind    | No              | Sí              | No              | No              | (Mostra de Venècia)                          |
| 2018 | They'll Love Me When I'm Dead | No              | Sí              | No              | No              | (Mostra de Venècia)                          |
| 2018 | A Final Cut for Orson         | No              | Sí              | No              | No              | (Festival de Cinema de Telluride)            |
| 2019 | Lost Transmissions            | No              | Sí              | No              | No              | (Tribeca Film Festival)                      |
| 2019 | Valley of the Gods            | No              | Sí              | No              | No              | (Festival de Cinema de Gdynia)               |
| 2020 | HOPPER/WELLES                 | No              | Sí              | No              | No              | (Mostra de Venècia)                          |
| 2020 | Mosquito State                | Sí              | Sí              | Sí              | No              | (Mostra de Venècia - Bisato d'Oro)           |
| 2023 | In the Rearview               | No              | Supervisor      | No              | No              | (Festival de Canes)                          |

## Premis
- Mosquito State ― Anatomy Crime and Horror Film Festival ―  Millor pel·lícula: Totes les categories[9]
- Mosquito State ― Anatomy Crime and Horror Film Festival ―  Millor director: Totes les categories
- Mosquito State ― Horrorant Film Festival ―  Millor pel·lícula[10]
- Mosquito State ― Horrorant Film Festival ―  Millor director
- Mosquito State ― Festival Internacional de Cinema de Ginebra ― Reflet d'Or (Millor pel·lícula)
- Mosquito State ― LIII Festival Internacional de Cinema Fantàstic de Catalunya ― Secció Oficial Fantàstic (Millors efectes especials)
- Mosquito State ― Festival de Cinema de Gdynia ― Golden Claw (Millor pel·lícula)[11]
- The Other Side of the Wind i They'll Love Me When I'm Dead ― National Board of Review ― William K. Everson Award for Film History[12]
- The Other Side of the Wind ― National Society of Film Critics ― Film Heritage Award[13]
- The Other Side of the Wind ― Los Angeles Film Critics Association  ― Citació especial[14]

## Escrits
- As I Stared into the Still, Sleepless Night (2003)
- Key Point Three (Repeating) (2004)